# Hemixera fulvida
Hemixera fulvida là một loài bướm đêm trong họ Geometridae.